# 1597 Laugier
1597 Laugier este un asteroid din centura principală, descoperit pe 7 martie 1949, de Louis Boyer.